# Кирилловская улица (Санкт-Петербург)
Кири́лловская у́лица — улица в Центральном районе Санкт-Петербурга. Проходит от Старорусской улицы до улицы Моисеенко. На юг продолжается Евгеньевской улицей.

## История переименований
7 марта 1880 года присвоено название Болотный переулок. Связано с характером местности, по которой проходит улица. Параллельно существовало название Треповская улица, вероятно, по фамилии домовладельца.
Современное название присвоено 16 апреля 1887 года, как указано в решении, «в честь первоучителя славян Святого Кирилла, согласно ходатайству попечителя учебного округа».

## Достопримечательности
- Церковь Шестоковской иконы Божией Матери (на пересечении со Старорусской улицей)
- Дом № 4  7802495000 — особняк купца Н. Н. Башкирова, 1895, перестроен в 1903 (архитектор А. И. Поликарпов), 1905—1906, 1907—1910 (архитектор Я. Г. Гевирц) годах.
- Дом № 19  7802496000 — Римско-католическое убежище благотворительного общества для бедных мальчиков («Дом Кербедза»), 1900 г. (гражданский инженер И. Ю. Мошинский), 1912—1913 г. М. М. Перетяткович.
- Дом № 23 — доходный дом в стиле модерн, построенный в 1907—1908 годах по проекту архитектора Николая Каценеленбогена для купеческой семьи Изотовых. Участок под зданием принадлежал семье с 1881 года[2]. После революции национализированное здание сохраняло жилую функцию вплоть до 2008 года, когда его признали аварийным и расселили к 2010-му[3][4]. В 2012 году дом включили в программу «Молодежи — доступное жилье»[3]. В 2015 году был разработан проект капитального ремонта здания от компании ООО «СТИЛЕС», в 2016-м начались работы. Несмотря на то, что разборке подлежали только частично стены между лицевым корпусом и флигелем, рабочие ООО «Балтика» сносили всю дворовую часть[3][5]. Из-за некачественного демонтажа частично обрушился лицевой корпус, по стене пошли трещины[4][3]. Рабочая группа КГИОП выдала предписание остановить работы, было решено отправить проект реконструкции на корректировку и рекомендовано максимально сохранить исторические элементы, которые сохраняют несущую способность[6]. При этом после повторного осмотра объекта комитет согласовал разборку двух верхних этажей из пяти сохранившихся у лицевого корпуса[7], хотя экспертиза 2 августа 2018 года выявила высокую «сплошность» и прочность фасадных стен[8]. Работы на площадке были заморожены вплоть до 2019 года, при этом в непосредственной близости шло возведение 8-этажного ЖК «Форсайт», из-за чего по соседнему дому № 18 пошли трещины[9]. К октябрю 2020 года ремонт дома Изотова находился на этапе укладки перекрытий[10]. Строительные работы закончились в 2022 году, по их результатам здание лишилось двух оригинальных верхних этажей и дворовых флигелей[11]. Осенью 2022 года Следственный Комитет запросил материалы по проекту реконструкции здания в рамках расследования уголовного дела о превышении должностных полномочий, возбужденного против чиновников КГИОП[12].

## Социальные объекты
- Дом 3 — тубдиспансер № 8.
- Дом 11 — здание 7-й гимназии.
- Дом 14 — общежитие медицинской академии.
- Дом 19 — Ленинградская областная универсальная научная библиотека.

## Транспорт
Ближайшая станция метро — «Площадь Восстания».